# Ministerul Sănătății (Republica Moldova)
Ministerul Sănătății (MS) este organul central de specialitate al administrației publice al Republicii Moldova care asigură realizarea politicii guvernamentale în domeniile de activitate ce îi sunt încredințate. 
În activitatea sa, ministerul se conduce de Constituția Republicii Moldova, de Legea nr. 136/2017 cu privire la Guvern și de alte acte normative, decretele Președintelui Republicii Moldova, ordonanțele, hotărârile și dispozițiile Guvernului, precum și de alte acte normative. 
Ministerul are misiunea de a analiza situația și problemele din domeniile de activitate gestionate, de a elabora politici publice eficiente în domeniul prevăzut la punctul 6, de a monitoriza calitatea politicilor și actelor normative și de a propune intervenții justificate ale statului care urmează să ofere soluții eficiente în domeniile de competență, asigurând cel mai bun raport dintre rezultatele scontate și costurile preconizate. Ministerul realizează funcțiile stabilite de prezentul Regulament în domeniul ocrotirii sănătății.

## Funcțiile de bază
- elaborarea analizelor ex ante, documentelor de politici, proiectelor de acte normative în domeniul prevăzut la punctul 6, inclusiv a celor pentru asigurarea executării actelor normative și decretelor Președintelui Republicii Moldova, după publicarea acestora în Monitorul Oficial al Republicii Moldova, în colaborare cu reprezentanți relevanți ai societății civile și comunității de afaceri;

- colaborarea, în conformitate cu legislația națională, cu instituții de profil din străinătate în domeniul prevăzut la punctul 6;
- monitorizarea scorului și poziției Republicii Moldova în cadrul indicatorilor și clasamentelor internaționale care țin de domeniile sale specifice și elaborarea propunerilor de îmbunătățire a acestora;
- monitorizarea percepției cetățenilor și agenților economici cu privire la politicile publice, actele normative și activitatea statului în domeniul de activitate specific Ministerului și elaborarea propunerilor de îmbunătățire a acesteia;

- monitorizarea calității politicilor publice și actelor normative în domeniul de activitate specific Ministerului, inclusiv în colaborare cu societatea civilă și sectorul privat;
- realizarea actelor normative și implementarea tratatelor internaționale ale Republicii Moldova în domeniul prevăzut la punctul 6, întocmirea rapoartelor privind executarea acestora;
- examinarea și avizarea proiectelor de acte normative elaborate de alte autorități ale administrației publice și remise spre examinare;
- elaborarea, aprobarea și implementarea strategiilor sectoriale de cheltuieli, prezentarea propunerilor pentru elaborarea cadrului bugetar pe termen mediu, elaborarea propunerilor de buget în domeniul prevăzut la punctul 6, a planului anual de activitate, precum și monitorizarea anuală a gradului de implementare a acestora prin elaborarea și publicarea rapoartelor respective;
- organizarea sistemelor de planificare, executare, evidență contabilă și raportare a bugetului în cadrul Ministerului și, după caz, în cadrul instituțiilor bugetare din subordine;
- asigurarea gestionării alocațiilor bugetare și administrarea patrimoniului, în conformitate cu principiile bunei guvernări;
- coordonarea și monitorizarea activității autorităților administrative din subordine și a instituțiilor publice în care Ministerul deține calitatea de fondator;
- asigurarea, prin intermediul instituțiilor medico-sanitare publice din sfera sa de competență, a prestării serviciilor medicale în conformitate cu Programul ramural de servicii medicale pentru contingentul arondat, elaborat și aprobat anual de Minister, precum și finanțarea instituțiilor medico-sanitare publice pentru serviciile medicale acordate în cadrul Programului ramural de servicii medicale din contul mijloacelor bugetului de stat;
- gestionarea, în condițiile legii, a programelor internaționale de asistență financiară pentru susținerea reformelor sistemelor de asistență medicală;
- exercitarea altor funcții specifice.[1]

## Istoric denumiri
Ministerul Sănătății a fost înființat la 6 iunie 1990, numindu-se la momentul respectiv Ministerul Sănătății al R.S.S. Moldova. Ulterior, pe parcursul anilor, în urma restructurărilor din cadrul Guvernului Republicii Moldova, denumirea instituției s-a modificat de mai multe ori.
- Ministerul Sănătății și Protecției Sociale (2005)
- Ministerul Sănătății, Muncii și Protecției Sociale (2017–2021)
- Ministerul Sănătății (1990–2005); (2005–2017); (2021–prezent)

## Conducere
- Ministru – Ala Nemerenco
- Secretar general – Lilia Gantea
- Secretar general adjunct – Svetlana Nicolaescu
- Secretar de stat în domeniul politicii medicamentului și resurselor umane în sănătate –  Corneliu Ciorici
- Secretar de stat în domeniul sănătății publice – Angela Paraschiv
- Secretar de stat în domeniul politicilor privind serviciile medicale integrate – Ion Prisăcaru

## Lista miniștrilor
| №  | Nume (naștere–deces)           | Portret                        | Mandat             | Mandat             | Guvern                    |
| -- | ------------------------------ | ------------------------------ | ------------------ | ------------------ | ------------------------- |
| 1  | Gheorghe Ghidirim (1939–)      |                                | 6 iunie 1990       | 5 aprilie 1994     | Druc Muravschi Sangheli I |
| 2  | Timofei Moșneaga (1932–2014)   |                                | 5 aprilie 1994     | 24 ianuarie 1997   | Sangheli II               |
| 3  | Mihai Magdei (1945–)           |                                | 24 ianuarie 1997   | 22 mai 1998        | Ciubuc I                  |
| 4  | Eugen Gladun (1936–2014)       |                                | 22 mai 1998        | 21 decembrie 1999  | Ciubuc II Sturza          |
| 5  | Vasile Parasca (1948–)         |                                | 21 decembrie 1999  | 19 aprilie 2001    | Braghiș                   |
| 6  | Andrei Gherman (1941–2021)     |                                | 19 aprilie 2001    | 19 aprilie 2005    | Tarlev I                  |
| 7  | Valerian Revenco (1939–2016)   |                                | 19 aprilie         | 8 noiembrie 2005   | Tarlev II                 |
| 8  | Ion Ababii (1944–)             |                                | 8 noiembrie 2005   | 31 martie 2008     | Tarlev II                 |
| 9  | Larisa Catrinici (1961–)       |                                | 31 martie 2008     | 25 septembrie 2009 | Greceanîi I–II            |
| 10 | Vladimir Hotineanu (1950–2019) |                                | 25 septembrie 2009 | 14 ianuarie 2011   | Filat I                   |
| 11 | Andrei Usatîi (1950–)          |                                | 14 ianuarie 2011   | 18 februarie 2015  | Filat II Leancă           |
| 12 | Mircea Buga (1968–)            |                                | 18 februarie       | 30 iulie 2015      | Gaburici                  |
| 13 | Ruxanda Glavan (1980–)         |                                | 30 iulie 2015      | 25 iulie 2017      | Streleț Filip             |
| 14 | Stela Grigoraș (1968–)         |                                | 26 iulie           | 21 decembrie 2017  | Filip                     |
| 15 | Svetlana Cebotari (1969–)      |                                | 10 ianuarie        | 19 septembrie 2018 | Filip                     |
| 16 | Silvia Radu (1972–)            |                                | 25 septembrie 2018 | 8 iunie 2019       | Filip                     |
| 17 | Ala Nemerenco (1959–)          |                                | 8 iunie            | 14 noiembrie 2019  | Sandu                     |
| 18 | Viorica Dumbrăveanu (1976–)    | Viorica Dumbrăveanu - mar 2020 | 14 noiembrie 2019  | 31 decembrie 2020  | Chicu                     |
| 19 | Ala Nemerenco (1959–)          |                                | din 6 august 2021  |                    | Gavrilița Recean          |